# حراق إصبعه
حراق أصبعه أو حراق اصبعو أو حرق اصبعو أو محروقة اصبع أو حراق بأصبعه هي أكلة مشهورة في بلاد الشام وخاصة في سوريا وتشتهر بها مدينة دمشق وهي معروفة في بعض الدول العربية خاصة فلسطين ولبنان والعراق
ويوجد اكله تشبهها تسمى الططماجه واصلها من الخليل
تتشارك النسوة سوية في طبخها وفي توزيعها كسكبات على بيوتهم، البعض لكي يختصر الوقت في التحضير يقومون باستعمال المعكرونة بدلاً من العجين المقطع وبالخبز المقلي بدلاً من العجين المكور المقلي.

## التحضير
تحضّر الحرّاق أصبعو باستخدام العدس، العجين أو المعكرونة، البصل، دبس الرمان، زيت الزيتون، بهار أسود، والملح، والبعض يضيف الكوسا.
للزينة على الوجه تستخدم الكزبرة المقلاة بزيت الزيتون مع الثوم، وقطع الخبز المقلي، وبصل مقلي، وحبات الرمان.
تحتوي وجبة الحرّاق أصبعو (180غ تقريباً) بحسب موقع شهية، على المعلومات الغذائية التالية:
- السعرات الحرارية: 511
- الدهون: 8
- الدهون مشبعة: 1
- الكوليسترول: 0
- الكاربوهيدرات: 88
- البروتينات: 21